# Citroën Xsara Picasso
Citroën Xsara Picasso – samochód osobowy typu minivan klasy kompaktowej produkowany przez francuską markę Citroën w latach 1998 - 2012.

## Historia i opis modelu

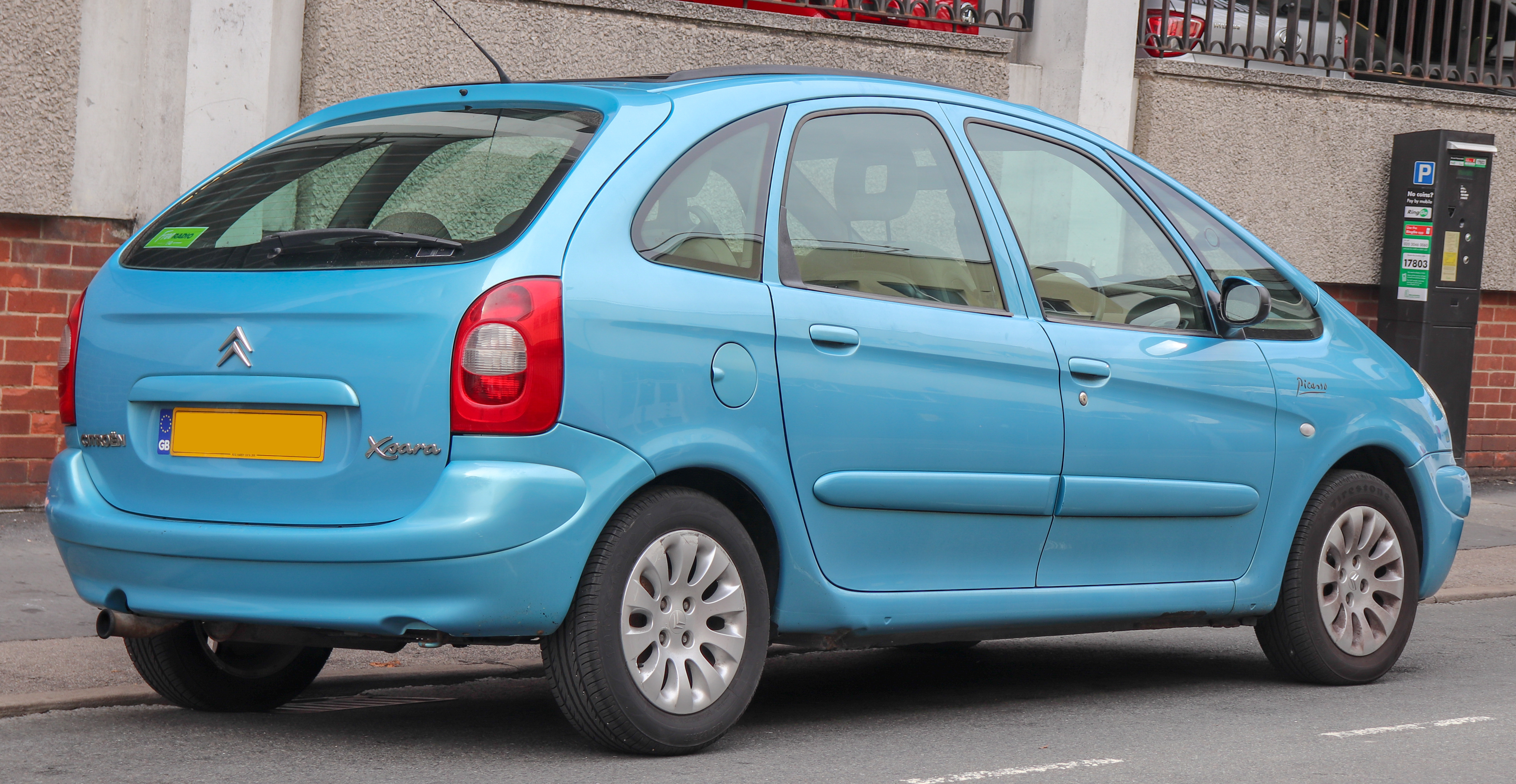
Citroen Xsara Picasso - tył

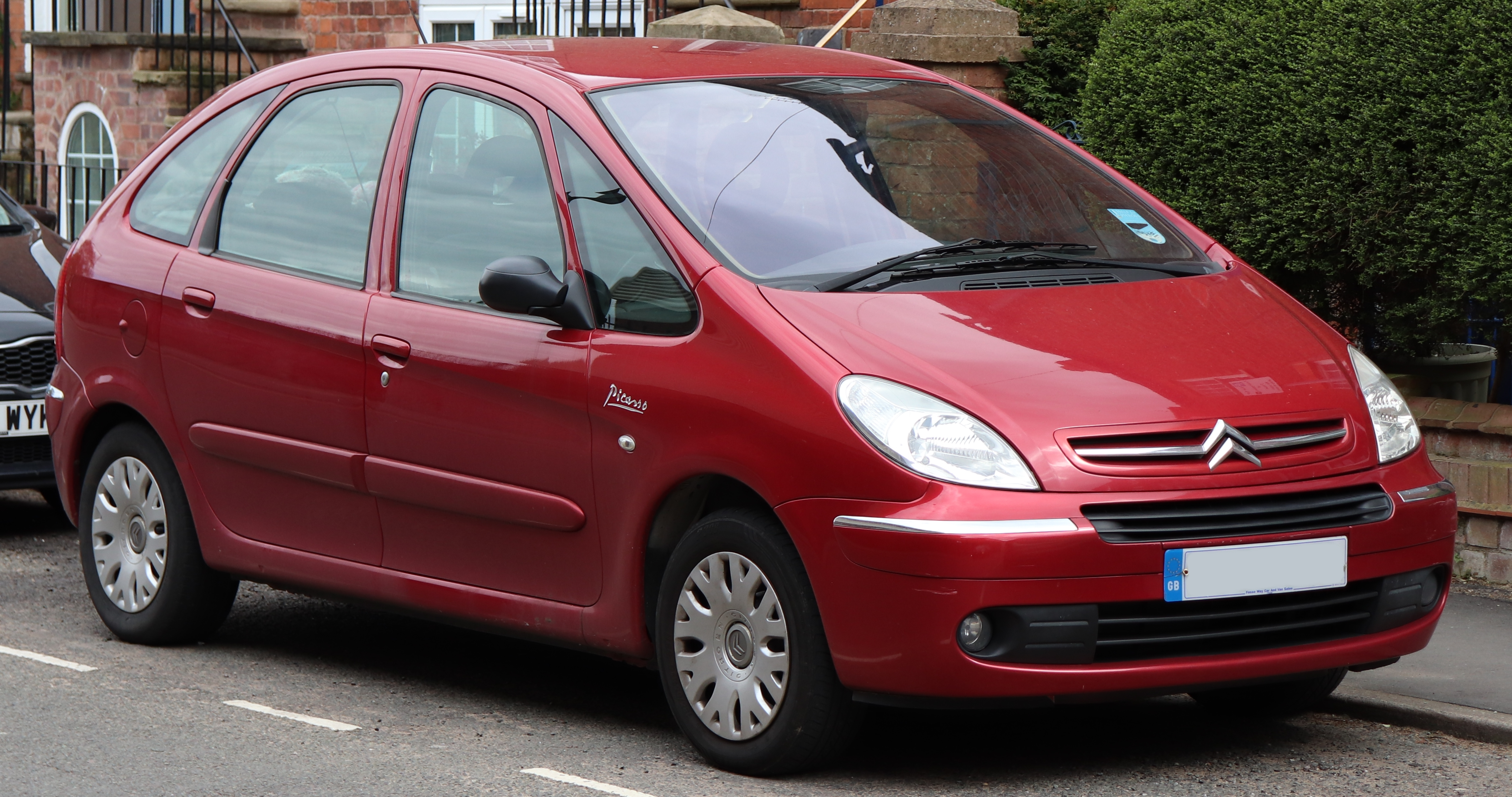
Citroën Xsara Picasso po liftingu

Auto zadebiutowało po raz pierwszy podczas targów motoryzacyjnych w Paryżu w 1998 roku. Pojazd został zbudowany na zmodyfikowanym podwoziu modelu Xsara. W 2000 roku auto otrzymało tytuł "Złotej Kierownicy". W 2002 roku auto poddano face liftingowi. Do oferty dodano kilka nowych opcji wyposażenia, a dla poprawy bezpieczeństwa przeprojektowano nietrwały układ hamulcowy.
W 2004 roku przeprowadzono kolejne modyfikacje. Zmieniono m.in. zderzaki, atrapę chłodnicy oraz materiały wykończenia wnętrza.
Xsara Picasso osiągnęła bardzo duży sukces rynkowy, przez co nawet po wprowadzeniu następcy w 2006 roku, była w dalszym ciągu z powodzeniem sprzedawana i produkowana na różnych rynkach aż do 2012 roku.

### Wersje wyposażeniowe
- Exclusive
- SX Pack

### Dane techniczne
| Wersja                | Silnik:                          | Układ zasilania:   | Średnica × skok tłoka: | St. sprężania:     | Moc maksymalna:                   | Maks. moment obrotowy      | 0-100 km/h:        | V-max:             | Śr. zuż. paliwa / 100 km: |
| Silniki benzynowe:    | Silniki benzynowe:               | Silniki benzynowe: | Silniki benzynowe:     | Silniki benzynowe: | Silniki benzynowe:                | Silniki benzynowe:         | Silniki benzynowe: | Silniki benzynowe: | Silniki benzynowe:        |
| --------------------- | -------------------------------- | ------------------ | ---------------------- | ------------------ | --------------------------------- | -------------------------- | ------------------ | ------------------ | ------------------------- |
| 1.6i                  | R4 1,6 l (1587 cm³), SOHC        | wtrysk             | 78,50 mm × 82,00 mm    | b/d                | 91 KM (67 kW) przy 5600 obr./min  | 135 N•m przy 3000 obr./min | 16,5 s             | 170 km/h           | b/d                       |
| 1.6i 110              | R4 1,6 l (1587 cm³), DOHC        | wtrysk             | 78,50 mm × 82,00 mm    | 11,0:1             | 109 KM (80 kW) przy 6000 obr./min | 147 N•m przy 4000 obr./min | 11,4 s             | 180 km/h           | 7,3 l                     |
| 1.8i 16V              | R4 1,7 l (1749 cm³), DOHC        | wtrysk             | 83,00 mm × 81,00 mm    | b/d                | 115 KM (86 kW) przy 5500 obr./min | 163 N•m przy 4000 obr./min | 12,6 s             | 203 km/h           | 10.1 l                    |
| 2.0i 16V              | R4 2,0 l (1997 cm³), DOHC        | wtrysk             | 85 x 88 mm             | 10,8 : 1           | 137 KM przy 6000 obr./min         | 190 Nm przy 4100 obr./min  | 10,9               | 192 km/h           | 11 l                      |
| Silniki wysokoprężne: |                                  |                    |                        |                    |                                   |                            |                    |                    |                           |
| 1.6 HDi 92            | R4 1,6 l (1560 cm³), DOHC, turbo | common rail        | 75,00 mm × 88,30 mm    | 17,6:1             | 92 KM (67 kW) przy 4000 obr./min  | 215 N•m przy 1750 obr./min | 13,8 s             | 175 km/h           | 5,1 l                     |
| 1.6 HDi 110           | R4 1,6 l (1560 cm³), DOHC, turbo | common rail        | 75,00 mm × 88,30 mm    | 18,3:1             | 109 KM (80 kW) przy 4000 obr./min | 260 N•m przy 2000 obr./min | 11,9 s             | 183 km/h           | 5,1 l                     |
| 2.0 HDi               | R4 2,0 l (1997 cm³), SOHC, turbo | common rail        | 85,00 mm × 88,00 mm    | 18,3:1             | 90 KM (66 kW) przy 4000 obr./min  | 205 N•m przy 1900 obr./min | 14,9 s             | 172 km/h           | 5,8 l                     |